# Жданко, Ирина Александровна
Ирина Александровна Жданко (5 сентября 1905 года, Санкт-Петербург — 23 мая 1999 года, Москва) — советская художница-живописец, график, монументалист, мастер декоративно-прикладного искусства. Супруга живописца Льва Крамаренко.

## Биография
Родилась 9 сентября 1905 года в Санкт-Петербурге. Отец — генерал-майор Александр Ефимович Жданко. Мать — Тамара Осиповна Доливо-Добровольская, родная сестра М. О. Доливо-Добровольского. Родная младшая сестра — Татьяна, старшая сводная сестра — Ерминия.
В 1908 году Александр Ефимович Жданко был назначен командиром 2-й бригады 34-й пехотной дивизии, и семья поселилась в Нахичевани-на-Дону.
В 1916 году, в связи с болезнью отца, семья Жданко переехала жить в Киев, где тот стал лечился в военном госпитале.
С 1920 по 1927 год училась в Киевском государственном художественном институте в мастерской монументальной живописи у Льва Крамаренко, впоследствии вышла за него замуж. Дипломная работа — панно «Гута» (темпера).
Во время учёбы в институте участвовала в отчетной выставке Академии искусства (1921), совершила ряд творческих поездок: в 1920–1921 была в Межигорье вместе с керамической мастерской, организованной Л. Ю. Крамаренко. В 1924 году ездила в Ленинград, где посещала разные отделы Гинхука . В 1926 году работала на Кавказе совместно с Л. Ю. Крамаренко.
В ноябре 1927 года выставлялась на юбилейной выставке искусства народов СССР в Москве, где представила две живописные работы: «Порт» и «Пейзаж», одну графическую «Бульвар им. Шевченко».
До 1932 года жила в Киеве, являлась членом Общества современных художников Украины. Принимала участие в оформлении (росписи) интерьера клуба-столовой детского городка в Киеве («Труд», «Отдых», «Сбор урожая», «Трапеза» — темпера, 1924), работала над фресками для конференц-зала Киевской Академии наук («Днепрострой» — 1930 и др.). Выполняла плакаты на антирелигиозную тему (1929—1931), занималась росписью по фарфору. В эти годы написала картины «Беспризорники» (1927, экспонировалась на Всеукраинской выставке к Х-летию Октября) и «Каменщики на Днепрострое» (1929).
Вместе с мужем они дружили с В. Татлиным, Марком Эпштейном, А. Богомазовым, Р. Фальком, Казимиром Малевичем. Так, весной 1930 года вместе с Малевичем супруги везжали на этюды в Святошино, где Малевич создал этюд «Пейзаж под Киевом». Долгое время он хранился в семье художников, затем от Жданко он попал к Г. Д. Костаки, а тот передал его в собрание Третьяковской галереи.
В 1932 году супруги переехали в Москву, где Жданко затем жила и работала до конца жизни. Вступила в Союз художников СССР.
В 1934–1935 годы вместе с Крамаренко впервые едет в Бухару и Самарканд — в это время там проходила пятилетнюю практику младшая сестра Ирины, Татьяна.

Первое впечатление было ошеломляющим, мы писали пейзажи, базары, людей, чудесную архитектуру Востока — голубые купола, изразцы, которые украшали здния, махары и медресе, стариков с большими бородами, женщины ходили в то время ещё в паранджах— Ирина Жданко
.
Много работает с натуры. В эти годы ею были написаны этюды «Базар в Самарканде» (1934), «Базарный день» (1934), «Переулок в Бухаре» (1935), «Базарный день в Бухаре» (1935), «Улица в Бухаре» (1935).
Именно благодаря знакомству с Ириной Жданко, оказаться в Хорезмской археолого-этнографической экспедиции удалось художнику Игорю Савицкому — они работали в Москве в одной мастерской. Жданко и Крамаренко познакомили Савицкого с забытыми и непризнанными ранее российскими художниками первой половины XX века или с их наследниками, от которых он пошел далее, комплектуя коллекцию музея искусств в Нукусе.
В 1936–1941 годы неоднократно совершает творческие выезды по Азии, на Кавказ, в Крым, где ею были написаны этюды «Берег моря в Сухуме» (1937), «Пляж закрыт» (1939), «Ялта. Прибой» (1939), «Апрель» (1941). Эти поездки оказывают решающее влияние на формирование образного мира и стилистического строя ее искусства. На протяжении всей жизни она находится под неизменным очарованием, неповторимостью и красотой южного пейзажа.
В 1941 и 1945 годах в Москве состоялись её персональные выставки.
В 1941 году вместе с мужем уехала из Москвы в эвакуацию в Самарканд, где в 1942 году он умер от тифа. Бытовые зарисовки, сделанные ими в этот период, отличаются тончайшим профессионализмом. После смерти мужа Жданко возвращается в Москву и едет в командировку в только что отвоёванные Орёл и Брянск, где много работает (серия — «Освобожденный Орёл», «Разрушенное здание», «Деревня Курасово») и выставляется до конца ВОВ.
В 1945–1975 годы совершает частые поездки по малым городам России, создает серию работ «По русским городам». В эти же годы ею были выполнены большие серии работ «Молодые строители Москвы», «Молодежь Москвы» и «Средняя Азия».
С начала 1950-х до конца жизни художницы в её комнате в коммунальной квартире в Староконюшенном переулке работала вечерняя студия рисунка, куда приходили художники оттачивать своё мастерство и устраивать творческие вечера. В разные годы студию посещали Нина Ватолина, Макс Бирштейн, Виктор Цигаль, Мирэль Шагинян, Михаил Куприянов, Евгения Малеина и другие.
В 1965–1990-е годы Жданко работала в Комиссии по народному искусству при Союзе художников СССР. Все эти годы регулярно совершала поездки в Среднюю Азию, во время которых особенно увлекалась восточной голубой керамикой. В 1974 году совместно с Г. Дервизом, Л. Жадовой и Д. Митлянским она издала каталог «Современная керамика народных мастеров Средней Азии».
В 1969 году в Подольске состоялась её персональная выставка. Там же в 1983 году с успехом прошла её расширенная персональная выставка.
Занималась сохранением и популяризацией творчества своего мужа. В начале 1990-х годов передала в собрание музея Востока свою коллекцию среднеазиатской керамики и работы Л. Ю. Крамаренко, а в  1995 году выпустила каталог его произведений.
В 1996 году в Москве в музее Востока прошла выставка «Мир художника». Творчество Л. Ю. Крамаренко и И. А. Жданко.
Скончалась 23 мая 1999 года в Москве. Похоронена на Введенском кладбище.

## Наследие
Произведения художницы представлены в музейных и частных собраниях в России (в том числе Музей Москвы, Государственный музей Востока, Курская государственная картинная галерея имени А. А. Дейнеки, Волгоградский музей изобразительных искусств имени И. И. Машкова, Новокузнецкий художественный музей), а также в Украине, Узбекистане и других странах.